# Kyōzō

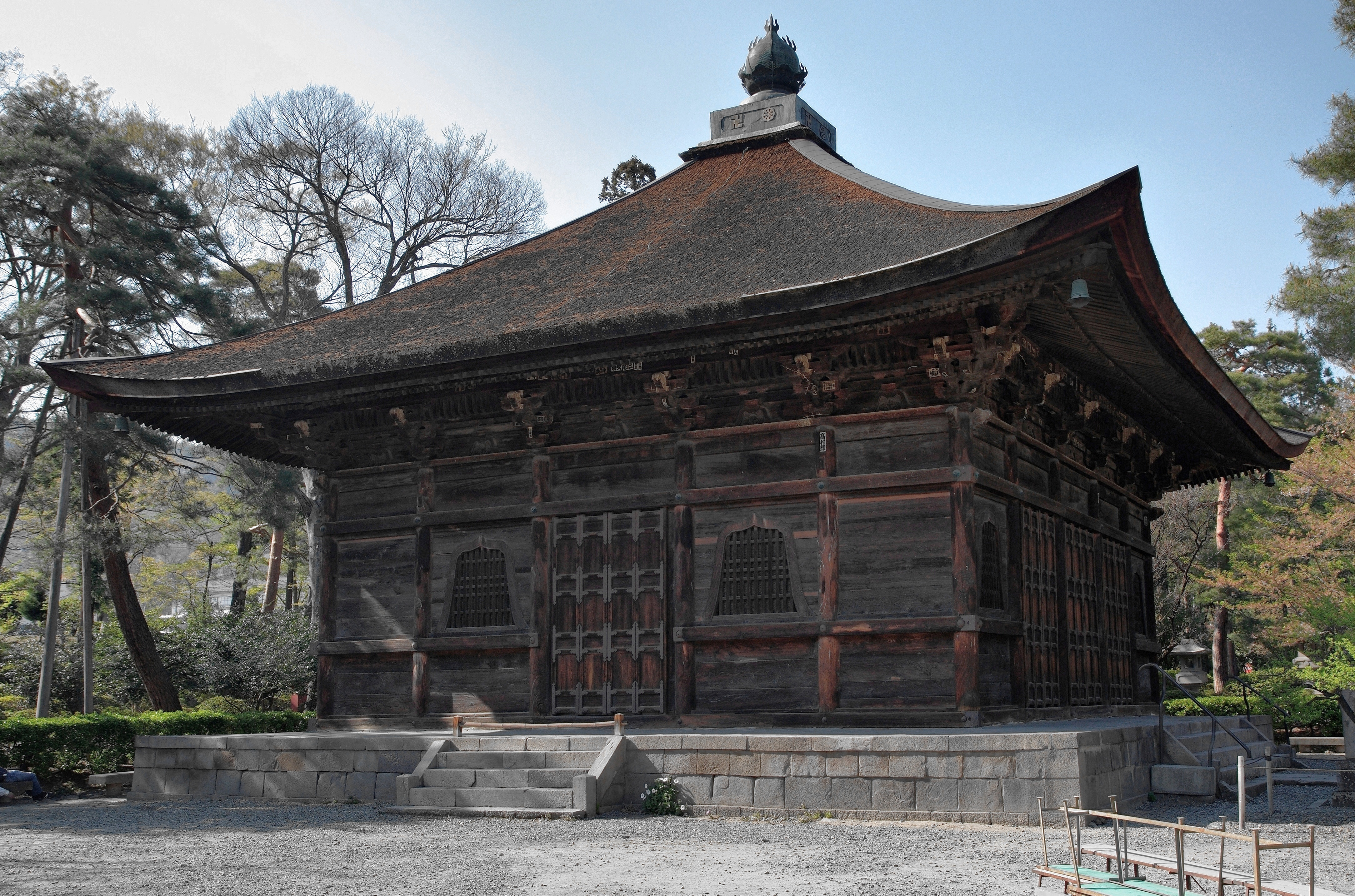
Le kyōzō du Zenkō-ji de Nagano.

Le kyōzō (経蔵) est un bâtiment des temples bouddhistes japonais destiné au stockage des sutras et de l'histoire des temples. Il porte aussi les noms de kyōko (経庫), kyō-dō (経堂) ou zōden (蔵殿). Jadis, le kyōzō était placé en face du shōrō (tour de la cloche) dans l'axe est-ouest des temples. Le plus ancien encore existant, celui de l'Hōryū-ji à Ikaruga, comporte deux niveaux. Le Tōshōdai-ji de Nara possède un kyōzō à un seul niveau. La taille habituelle des kyōzō est de 3 × 3 ken.
Tous ces bâtiments sont équipés d'étagères où sont déposées les boîtes contenant les rouleaux des sutras. Certains temples présentent des étagères rotatives, construites autour d'un pilier central qui sert d'axe, l'ensemble étant octogonal. Ce type de meuble rotatif à sutra est appelé rinzō (輪蔵, armoire à roue). Dans certains kyōzō, les fidèles ont même le droit de faire tourner le meuble pendant leur prière — on admet qu'ils peuvent ainsi bénéficier de l'enseignement religieux sans lire effectivement les sutras.
Plusieurs kyōzō font partie des trésors nationaux du Japon :  
- celui du Tōshōdai-ji, à Nara,
- celui de l'Hōryū-ji, à Ikaruga,
- celui de l'Ankoku-ji, à Takayama.

## Galerie

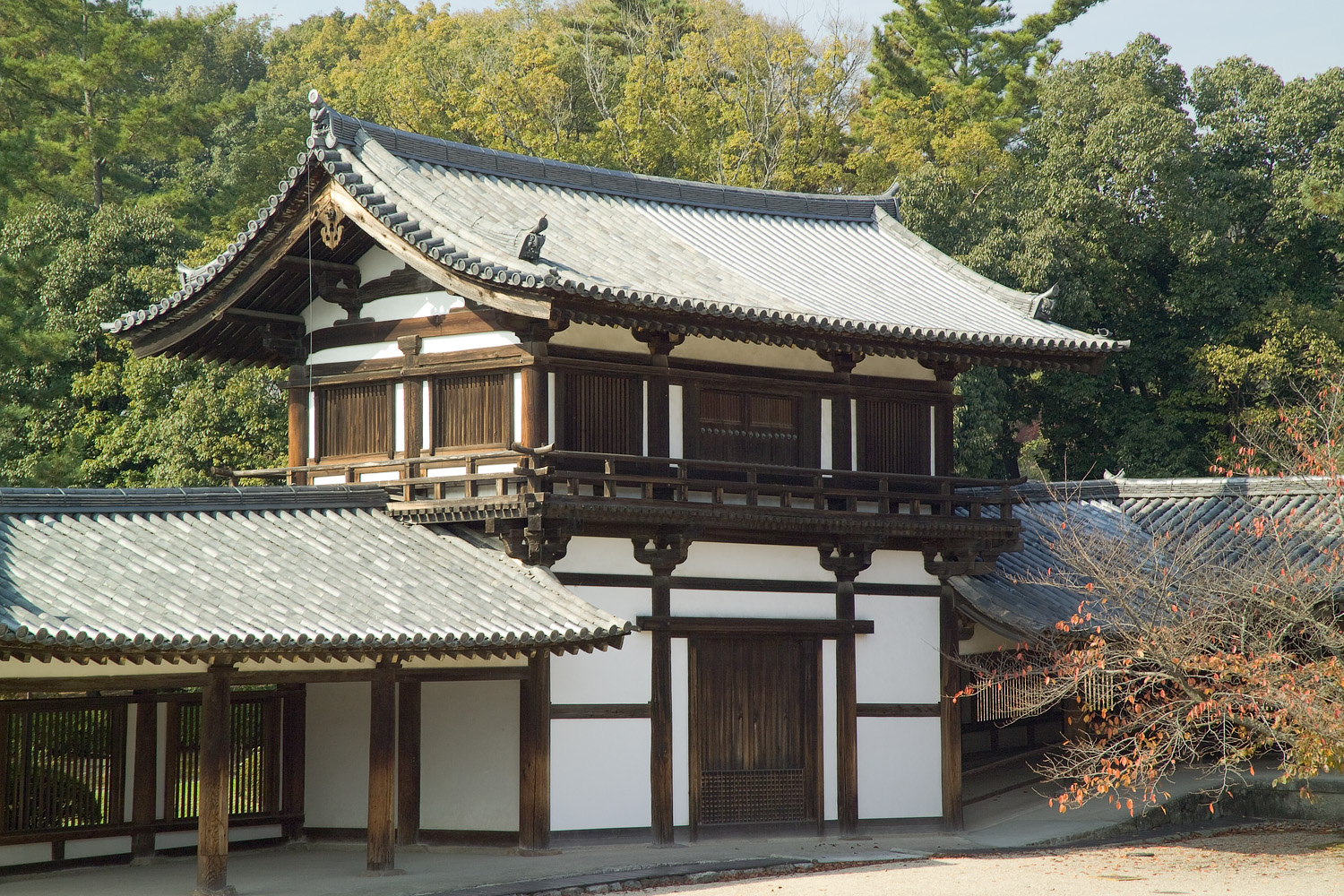
Le kyōzō de l'Hōryū-ji, ~VIIIe siècle.
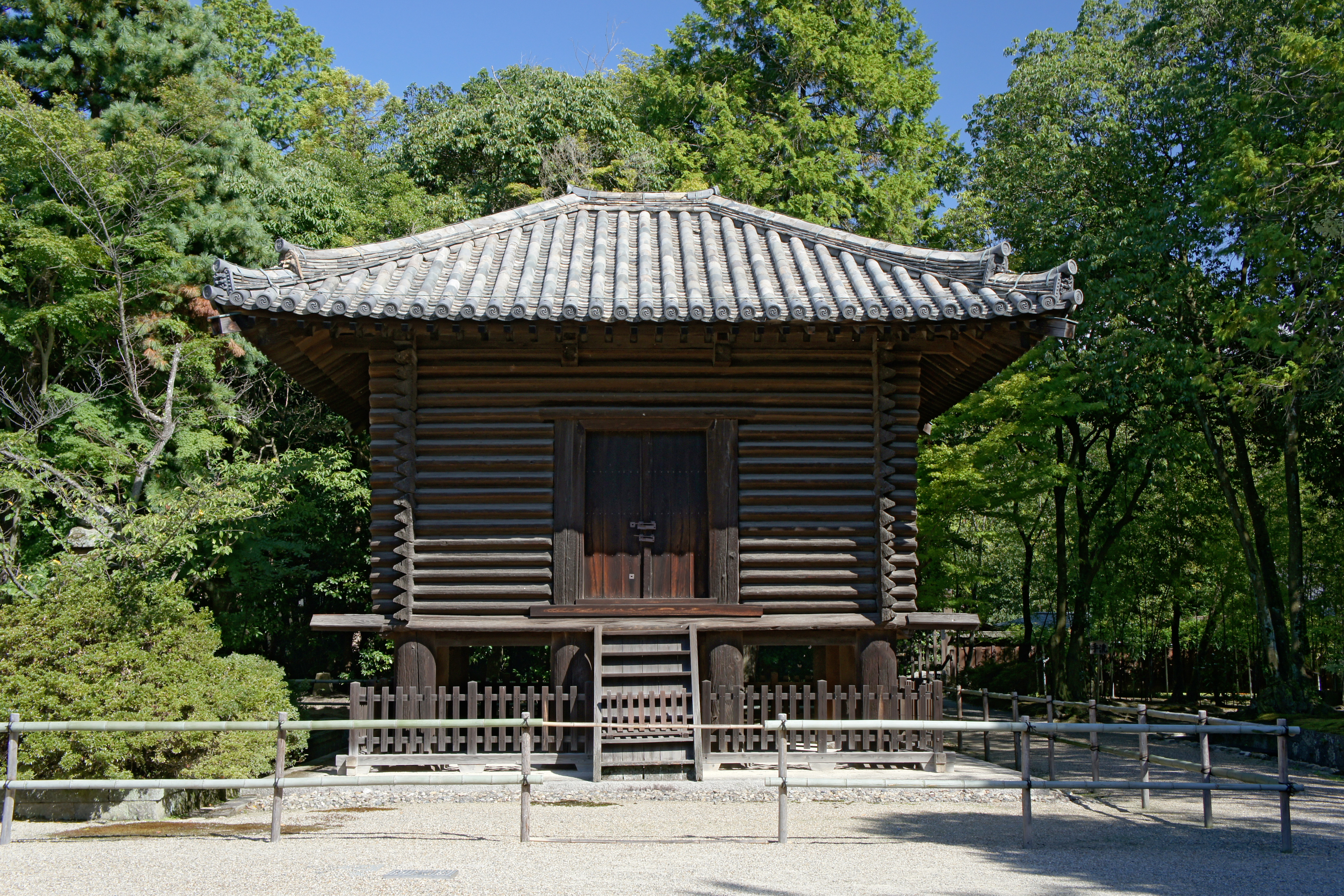
Le kyōzō du Tōshōdai-ji, ~VIIIe siècle.
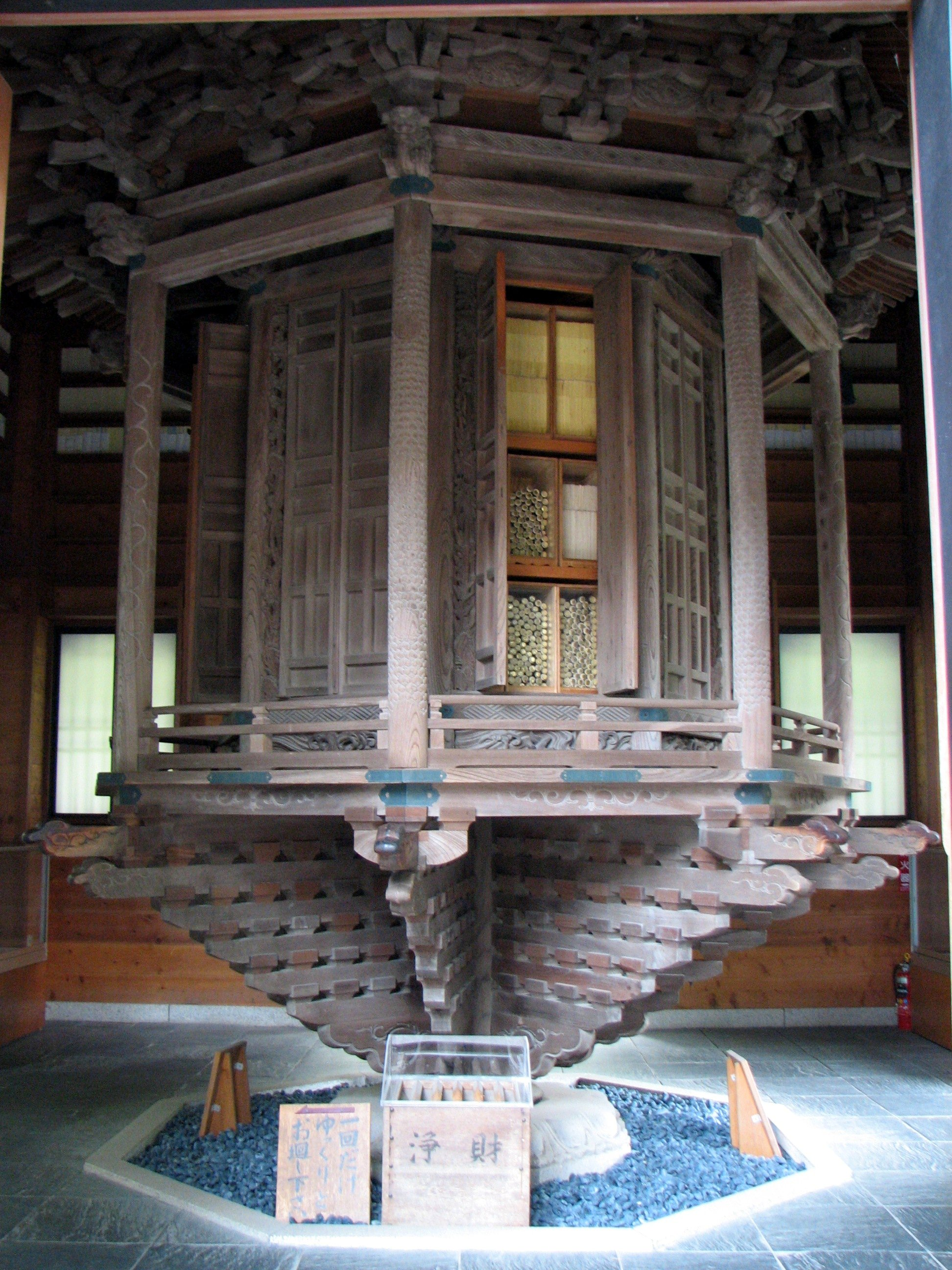
Le rinzō du kyōzō de l'Hase-dera de Kamakura.